# La venganza
La venganza és una pel·lícula espanyola dirigida per Juan Antonio Bardem en 1958. La pel·lícula va ser exhibida en l'11è Festival Internacional de Cinema de Canes d'aquest mateix any, i la seva estrena a Espanya va tenir lloc el 16 de febrer de 1959.

## Argument
Juan (Jorge Mistral) torna al poble després d'estar tancat deu anys per un crim que no va cometre. Conjuntament amb la seva germana Andrea (Carmen Sevilla) decideixen venjar-se de qui creuen que és el culpable dels mals de la família: Luís "el Tuerto" (Raf Vallone). Per això, els dos germans s'uniran una quadrilla de segadors que busca treball pels camps de Castella i el cap dels quals és el seu rival.

## Repartiment
| Actor             | Personatge          |
| ----------------- | ------------------- |
| Carmen Sevilla    | Andrea Díaz         |
| Raf Vallone       | Luis "el Torcido"   |
| Jorge Mistral     | Juan Díaz           |
| José María Prada  | Santiago "el Viejo" |
| Manuel Alexandre  | Pablo "el Tinorio"  |
| Manuel Peiró      | Maxi "el Chico"     |
| Conchita Bautista | cantant             |
| José Marco Davó   | home                |
| Rafael Bardem     | metge               |
| Maria Zanoli      | mare                |
| Xan das Bolas     | segador gallec      |
| Fernando Rey      | escriptor           |

## Producció
La pel·lícula va tenir nombrosos problemes amb la censura, que va arribar a prohibir el títol original que ja apareixia en el guió escrit en 1957 (Los segadores), per coincidir amb el nom de l'himne català (Els segadors). Un d'ells va ser canviar el moment en què ocorria l'acció (els anys 50 en el guió) suggerint que ocorreguessin els fets descrits en 1935. "D'aquesta manera, la dura situació social dels segadors que es descriu en el film seria responsabilitat de les autoritats republicanes i no de les franquistes..." Al final, Bardem va situar l'acció en 1931, llevant-li responsabilitat a la República dels sofriments dels personatges.
El rodatge va començar el 26 de juny de 1957 acabant el 29 de setembre d'aquest any.

## Premios
La venganza és la pel·lícula espanyola que ostenta l'honor de ser la primera que va representar Espanya en els premis Oscar. També fou candidata a la Palma d'Or al Festival Internacional de Cinema de Canes de 1958.
En els Premis del Sindicat Nacional de l'Espectacle de 1958 la pel·lícula va quedar en tercer lloc, encara que el seu director va rebre el Premi al Millor Director i a la Millor Realització Tècnica.
En els Premis Sant Jordi de 1960 va rebre els següents guardons:
- Millor pel·lícula espanyola
- Millor Fotografia en Pel·lícula Espanyola: Mario Pacheco